# César Calderón
César Raúl Calderón Hernández (ur. 11 października 1994) – gwatemalski piłkarz występujący na pozycji bocznego obrońcy, od 2023 roku zawodnik Municipalu.
Jego ojciec Raúl Calderón i brat Raúl Calderón również są piłkarzami.